# Triglavsko brezno
Triglavsko brezno je ledeno brezno v Sloveniji, z vhodom na Triglavskih podih pod vrhom Triglava. Dolgo je 402 m in globoko 274 m. Ledeniške vode Triglavskega ledenika se stekajo v brezno in proti robu triglavske severne stene ter ponovno pridejo na dan v izviru Triglavske Bistrice in v zatrepu doline Vrat.
Brezno je bilo odkrito leta 1955, ko ga je razkril umikajoči se Triglavski ledenik. Ker se vode stekajo proti dolini več kot kilometer nižje, je bilo zanimivo za športne jamarje, ki so, navdihnjeni z uspehi iz tujine, želeli preseči globino 1000 m tudi v Sloveniji. Vendar pa jih je takrat pri manj kot 250 m globine ustavil leden čep in meja je bila presežena šele leta 1994 v jami Vandima. Danes je brezno razglašeno za naravni spomenik.